# الذریعه الی اصول الشریعه
الذریعة الی اصول الشریعة از اولین و مهم‌ترین کتاب‌های اصول فقه شیعه می‌باشد که توسط سید مرتضی علم‌الهدی به زبان عربی تألیف شده‌است. این کتاب بارها در کشورهای اسلامی مثل لبنان، عراق و ایران به چاپ رسیده‌است.

## اولین کتاب جامع اصول فقه
اصولیون این کتاب را از اولین کتاب‌های اصول فقه شیعه شمرده‌اند. تا جایی که برخی چنین گفته‌اند که الذریعه اولین کتاب جامع اصول فقه شیعه بوده.

## شروح کتاب
این کتاب بارها توسط فقیهان مسلمان اعم از شیعه، سنی، معتزلی و غیره شرح داده شده. کتاب‌های «تلخیص مسائل من الذریعة» نوشته ابن فندق بیهقی، «اعتبار الذریعة» نوشته ابن ابی‌الحدید، «شرح مسائل الذریعة» نوشته عمادالدین طبری، «المستقصی فی شرح الذریعة» نوشته قطب‌الدین راوندی و «النکت البدیعة فی تحریر الذریعة» نوشته علامه حلی به شرح این کتاب پرداخته‌اند.

## ساختار کتاب
الذریعه در یک مقدمه و پانزده باب نگاشته شده‌است که هر یک از این ابواب مشتمل بر چندین فصل هستند.
- مقدمه
- باب اول: خطاب و اقسام و احکام
- باب دوم: اوامر
- باب سوم: نواهی
- باب چهارم: عام و خاص
- باب پنجم: انواع تخصیص
- باب ششم: مجمل و مبین
- باب هفتم: نسخ
- باب هشتم: اخبار
- باب نهم: صفت متحمل خبر و متحمّل عنه و کیفیّت الفاظ روایت
- باب دهم: افعال
- باب یازدهم: اجماع
- باب دوازدهم: قیاس
- باب سیزدهم: اجتهاد
- باب چهاردهم: حظر و اباحه
- باب پانزدهم: نافی و مستصحب حال[۷][۸]